# Pionerski
Pionerski (Russisch: Пионе́рский; Duits: Neukuhren; Pools: Kursze; Litouws: Naujieji Kuršiai) is een stad in de Russische oblast Kaliningrad. Het is gelegen aan de Oostzee op het Samlandse Schiereiland, tussen Zelenogradsk en Svetlogorsk. De stad Pionerski staat onder direct bestuur van het oblast-bestuur. De stad had 11.816 inwoners bij de volkstelling van 2002.
In 1945 werd Neukuhren door de Sovjet-Unie geannexeerd en hernoemd in Pionerski, naar de Jongeren Pionierorganisatie van de Sovjet-Unie. De kleine haven van de stad werd vroeger alleen gebruikt voor de visserij, nu herbergt het zeilboten en het strandtoerisme is in opkomst.
Bestuurlijk centrum: Kaliningrad

Bagrationovsk · Baltiejsk · Goerjevsk · Goesev · Gvardejsk · Krasnoznamensk · Ladoesjkin · Lozovoje · Mamonovo · Neman · Nesterov · Ozjorsk · Pionerski · Polessk · Pravdinsk · Slavsk · Sovjetsk · Svetlogorsk · Svetly · Tsjernjachovsk · Vesjoloje · Zelenogradsk